# Moerisia lyonsi
Moerisia lyonsi is een hydroïdpoliep uit de familie Moerisiidae. De poliep komt uit het geslacht Moerisia. Moerisia lyonsi werd in 1908 voor het eerst wetenschappelijk beschreven door Boulenger. 